# كارول الحاج
كارول الحاج (4 فبراير 1975 -) ممثلة لبنانية.

## عن حياتها
ولدت في المنصورية، والدها هو روبير الحاج وقد درست إخراج وتمثيل مسرحي في جامعة القديس يوسف. قدمت برنامج سوبر ستار إكسترا من 2004-2008. شاركت في برنامج الرقص مع النجوم و حصلت على المرتبة الثالثة بعد إصابتها أثناء التمارين.

### مسيرتها الفنية
أول عمل فني لها كممثلة كان في مسرحية منزل برناردا البا عام 1994 أثناء دراستها الجامعية. وبعدها عام 1997 في مسلسل (طالبين القرب)، ثم بعدها بطولة مسلسل (ماريانا) في 1998.

## أعمالها

### مسلسلات
| - بكير (2022) - لا حكم عليه (2021) - كل الحب كل الغرام: (2018) نسرين - واحة الغروب: (2017) فيونا - ذات ليلة: (2016) سارة - ياسمينة: (2014) ياسمينة | - عندما يبكي التراب: (2012) - الشحرورة: (2011) جميلة (خالة صباح) - جازة باجازة: (2010) - سيناريو: (2010) - الرغيف: (2006) | - ابنة المعلم: (2005) سمر - قصة سلمى: (2005) - رجل من الماضي: (2004) جينا نبيل وهبي - فارس بني مروان: (2004) أم البنين - عشتار: (2004) | - صارت معي: (2003) - من برسومي: (2001) - حارة برجوان: (1999) - ماريانا: (1998) ماريانا - طالبين القرب: (1997) |

### أفلام
| - قصة ثواني: (2012) انديا | - أصحاب ولا بيزنس: (2001) |

### مسرحيات
| - بستان الكرز: (2015) فيوليت | - كارناج: (2014) | - كبسة زر: (2000) | - منزل برناردا البا: (1994) |

## وصلات خارجية
- كارول الحاج على موقع قاعدة بيانات الأفلام العربية

- صفحة كارول الحاج في قاعدة بيانات الأفلام العربية